# Marcus Wedau
Marcus Wedau (* 31. Dezember 1975 in Soltau) ist ein ehemaliger deutscher Fußballspieler.

## Vereinskarriere
Wedau gab bereits als A-Jugendlicher bei Bayer 05 Uerdingen am ersten Spieltag der Saison 1993/94, dem 28. Juli 1993, seinen Einstand als Abwehrspieler in der Zweiten Liga. Bei der 0:3-Niederlage in Wolfsburg wurde er in der 74. Minute ausgewechselt und kam danach in dieser Spielzeit nur noch zu einem Kurzeinsatz.
Nach dem Uerdinger Wiederaufstieg in die Bundesliga kam er in der Hinrunde nicht zum Einsatz, wurde jedoch in der Rückrunde der Spielzeit 1994/95 zum Stammspieler im Mittelfeld. Am 19. Spieltag gegen den Hamburger SV leitete er mit seinem ersten Bundesligator zum 1:1-Ausgleich den Uerdinger 4:1-Sieg ein. In der Saison 1995/96 stand er in 32 Partien auf dem Platz, konnte jedoch den Abstieg des inzwischen umbenannten KFC Uerdingen 05 nicht verhindern. Bis zum Ende der Saison 1997/98 spielte er in Krefeld, ehe er seinem ehemaligen Trainer Friedhelm Funkel zum MSV Duisburg folgte.
Im Wedaustadion spielte Wedau zwei Jahre in der ersten und eine weitere Saison in der zweiten Liga. 2001 wechselte er zum Zweitligisten LR Ahlen, bei dem er zu acht Einsätzen kam. Zur Saison 2002/2003 wechselte er in die Regionalliga Nord zu Rot-Weiss Essen. Mit RWE stieg er 2004 in die Zweite Liga auf; nach dem direkten Wiederabstieg ging er zum Regionalliga-Konkurrenten VfL Osnabrück.
2006 zog es Wedau nach Australien, wo er für Queensland Roar in der A-League spielte, jedoch aufgrund von Verletzungen nur zehnmal zum Einsatz kam. Im Sommer 2007 kehrte er aus familiären Gründen nach Deutschland zurück und schloss im Oktober einen neuen Vertrag mit seinem alten Uerdinger Arbeitgeber, der zu diesem Zeitpunkt in der Oberliga Nordrhein spielte.
Im Sommer 2009 beendete er seine aktive Karriere bei den Krefeldern.
Insgesamt kommt Wedau auf 93 Spiele (sieben Tore) in der Bundesliga und 96 Einsätze (zehn Tore) in der Zweiten Liga.
1992 wurde er mit der deutschen U-16-Auswahl auf Zypern Europameister. Zwischen 1995 und 1998 kam er auf insgesamt 12 Einsätze in der U-21-Nationalelf.